# Marjan Šarec
Pour les articles homonymes, voir Šarec.
Marjan Šarec, né le 2 décembre 1977 à Ljubljana, est un acteur, journaliste et homme d'État slovène, président du gouvernement de 2018 à 2020.

## Biographie
En 2001, Marjan Šarec sort diplômé de l'Académie de théâtre, radio, cinéma et télévision de Ljubljana avant de commencer une carrière d'acteur et d'humoriste, notamment à la télévision.
En 2010, il débute en politique et est élu maire de Kamnik. Membre du parti Slovénie positive, dirigé par Zoran Janković, il le quitte en 2014 pour fonder la Liste de Marjan Šarec (LMŠ), parti dont il est le président. La même année, il est réélu maire. Il le reste jusqu'au 22 juin 2018.
Candidat à l'élection présidentielle de 2017, il se qualifie le 22 octobre pour le deuxième tour mais il est largement battu par le président sortant Borut Pahor.
Lors des élections législatives de juin 2018, la LMŠ termine à la deuxième place et obtient 13 sièges sur 90 à l'Assemblée nationale. Šarec est élu député et siège à compter du 22 juin, après avoir démissionné de son mandat de maire.
Le 8 août, il est chargé de former le futur gouvernement par Borut Pahor, après avoir obtenu le soutien des Sociaux-démocrates (SD), du Parti du centre moderne (SMC), du Parti d'Alenka Bratušek (SAB) et du Parti démocrate des retraités slovènes (DESuS), soit 43 députés au total. Il reçoit deux jours plus tard l'appui de La Gauche (Levica), ce qui lui assure une majorité absolue de 52 parlementaires, constituée de six partis.
Le 17 août, il est élu président du gouvernement, obtenant 55 voix sur les 90 sièges que compte l'Assemblée. Investi le 13 septembre suivant, il est alors le plus jeune chef du gouvernement de l'histoire du pays.
Il annonce sa démission le 27 janvier 2020, se disant incapable de mettre en œuvre la réforme du système de santé qu'il avait promise pendant la campagne des élections de 2018.
En juin 2022, il est nommé ministre de la Défense dans le gouvernement Golob.
Catholique, il est père de famille.